# Paragonitis
Lineopalpa là một chi bướm đêm thuộc họ Noctuidae.